# Sommatie
Sommatie is het optellen van een groep getallen, het resultaat hiervan is de som of het totaal. Een oneindige som wordt vaak gezien als een reeks.

## Notatie
In de wiskunde is er een compacte en effectieve manier om een sommatie aan te geven.
Dit wordt in de wiskunde gedaan met {\displaystyle \Sigma }, de hoofdletter sigma uit het Griekse alfabet, vaak in groter formaat, zoals {\displaystyle \sum }.

### Syntaxis
Een sommatie ziet er zo uit:
{\displaystyle \sum _{i=m}^{n}x_{i}=x_{m}+x_{m+1}+x_{m+2}+\ldots +x_{n-2}+x_{n-1}+x_{n}}
Het getal {\displaystyle i} duidt de index aan. Het getal {\displaystyle m} is de ondergrens van de sommatie, en het getal {\displaystyle n} de bovengrens van de sommatie.
De vermelding {\displaystyle i=m} geeft aan dat de sommatie begint met de term met als index het getal {\displaystyle m}. Elke volgende term heeft een index 1 hoger dan de vorige, en de sommatie eindigt met de term met index {\displaystyle n}.
Zo is met {\displaystyle a_{i}=i^{2}}:
{\displaystyle \sum _{i=2}^{4}a_{i}=\sum _{i=2}^{4}i^{2}=2^{2}+3^{2}+4^{2}=4+9+16=29}
Dat de index een dummyvariabele is, houdt in dat voor de index ook een andere letter,  bijvoorbeeld de letter {\displaystyle k}, gebruikt kan worden:
{\displaystyle \sum _{i=m}^{n}x_{i}=\sum _{k=m}^{n}x_{k}}
Met {\displaystyle k} als index wordt de bovengenoemde sommatie:
{\displaystyle \sum _{k=2}^{4}a_{k}=\sum _{k=2}^{4}k^{2}=2^{2}+3^{2}+4^{2}=4+9+16=29}
Niet iedere term hoeft de index te bevatten. Bijvoorbeeld geldt dat:
{\displaystyle \sum _{n=4}^{8}1=1+1+1+1+1=5}

## Definitie
De sommatie van een eindig aantal termen is formeel recursief gedefinieerd door:
{\displaystyle \sum _{i=m}^{m-1}x_{i}=0}
en voor {\displaystyle n\geq m}:
{\displaystyle \sum _{i=m}^{n}x_{i}=x_{n}+\sum _{i=m}^{n-1}x_{i}}
Daarmee is ook de som van nul termen gedefinieerd, deze is nul, en de som als het aantal termen een is, deze is gelijk aan de term. Ook in deze gevallen is het aantal termen {\displaystyle x_{i}} in {\displaystyle \sum _{i=m}^{n}x_{i}} gelijk aan {\displaystyle n-m+1}. Het gedefinieerd zijn van deze triviale sommaties is vaak handig in gevallen waarin de onder- en/of bovengrens van de sommatie afhankelijk is van een variabele.

### Einstein-sommatieconventie
Volgens de einstein-sommatieconventie, veel gebruikt in theoretische natuurkunde en met name voor algemene relativiteitstheorie worden sommatietekens weggelaten en wordt er automatisch over een index gesommeerd als deze in een uitdrukking zowel covariant als contravariant voorkomt.

### Programmeertalen
De sommatie kan ook worden gebruikt in programmeertalen, een paar voorbeelden:

In Python:
```
sum
(
x
[
m
:
n
+
1
])

```

En dit in Fortran (of Matlab):
```
sum
(
x
(
m
:
n
))

```

In C/C++/C#/Java kan men deze code gebruiken, mits x een int-array is:
```
int
 
i
;

int
 
som
 
=
 
0
;

for
 
(
i
 
=
 
m
;
 
i
 
<=
 
n
;
 
i
++
)

    
som
 
+=
 
x
[
i
]
;

```

## Eindige sommen
Voor diverse eindige sommen is de uitkomst samen te vatten in een eenvoudige formule. Bijvoorbeeld 
{\displaystyle \sum _{i=1}^{n}i={\tfrac {1}{2}}n(n+1)}
{\displaystyle \sum _{i=1}^{n}i^{2}={\tfrac {1}{6}}n(n+1)(2n+1)}
{\displaystyle \sum _{i=1}^{n}i^{3}={\tfrac {1}{4}}n^{2}(n+1)^{2}}
Een vaak gebruikte formule is 
{\displaystyle \sum _{k=1}^{n}a^{k}={\frac {a^{n+1}-a}{a-1}}}, voor {\displaystyle a\neq 1}

## Oneindige sommaties
Een oneindige sommatie wordt ook wel een reeks genoemd. Het eventuele resultaat is de limiet van de partiële sommen.
Uit de bovenstaande formule voor {\displaystyle \sum _{k=1}^{n}a^{k}}volgt dat als we geen {\displaystyle n} maar oneindig veel termen sommeren de formule voor de meetkundige reeks als volgt is:
{\displaystyle \sum _{k=1}^{\infty }a^{k}={\frac {a}{1-a}}}, voor {\displaystyle |a|<1}

### Voorbeeld van een reeks metπin de uitkomst
Een formule van Leonhard Euler luidt:
{\displaystyle \sum _{n=1}^{\infty }{\frac {1}{n^{2}}}={\frac {1}{1^{2}}}+{\frac {1}{2^{2}}}+{\frac {1}{3^{2}}}+\ldots ={\frac {\pi ^{2}}{6}}}
Andere voorbeelden staan bij het lemma reeks.